# گربوف
گربوف (به لهستانی:  Grybów) یک منطقهٔ مسکونی در لهستان است که در شهرستان نوو سانچ واقع شده‌است. گربوف ۱۷ کیلومتر مربع مساحت و ۶٬۰۲۵ نفر جمعیت دارد.